# Ellen Winner
Ellen Winner es psicóloga y profesora en el Boston College. Se especializa en psicología del arte.
Winner recibió un doctorado en psicología del desarrollo de la Universidad de Harvard en 1978. Colaboró en el Proyecto Cero para realizar estudios sobre la forma en que la gente experimenta y percibe el arte. Winner observó cómo las exploraciones psicológicas que comenzaban en el campo de la filosofía pertenecían al arte.
De 1995 a 1996, Winner se desempeñó como presidente de la División 10 de la Asociación Americana de Psicología. En el año 2000, Winner recibió el Premio Rudolf Arnheim por sus logros sobresalientes en Psicología y las Artes.

## Obras
- Invented Worlds: The Psychology of the Arts (1982)
- The Point of Words: Children's Understanding of Metaphor and Irony (1988)
- Gifted Children: Myths and Realities (1996)